# Aggeus
Az Aggeus héber eredetű férfinév (חַגָּי Chaggáj), jelentése: ünnepem.

## Gyakorisága
Az 1990-es években szórványosan fordult elő. A 2000-es és a 2010-es években nem szerepel a 100 leggyakrabban adott férfinév között.
A teljes népességre vonatkozóan a 2000-es és a 2010-es években az Aggeus nem szerepelt a 100 leggyakrabban viselt férfinév között.

## Névnapok
- január 4.[3]
- július 4.[3]
- december 16.[3]

## Híres Aggeusok
- Aggeus próféta, az egyik kispróféta a tizenkettő közül; a Bibliában található Aggeus könyvének szerzőségét neki tulajdonítják.